# Ibicaraí (kommun)
Ibicaraí är en kommun i Brasilien.   Den ligger i delstaten Bahia, i den östra delen av landet, 900 km öster om huvudstaden Brasília. Antalet invånare är 24 241.
Följande samhällen finns i Ibicaraí:
- Ibicaraí

Omgivningarna runt Ibicaraí är en mosaik av jordbruksmark och naturlig växtlighet. Runt Ibicaraí är det ganska glesbefolkat, med 32 invånare per kvadratkilometer.